# Sunny Murray
James Marcellus Arthur "Sunny" Murray (Idabel, 21 settembre 1936 – Parigi, 7 dicembre 2017) è stato un musicista e batterista statunitense e uno dei pionieri dello stile di batteria free jazz.

## Biografia
Murray è nato a Idabel, Oklahoma, dove è stato cresciuto da uno zio che in seguito morì dopo che gli erano state rifiutate le cure in ospedale a causa della sua razza. Ha iniziato a suonare la batteria all'età di nove anni. Da adolescente visse in una zona difficile di Filadelfia e trascorse due anni in un riformatorio. Nel 1956 si trasferì a New York, dove lavorò in un autolavaggio e come sovrintendente edile.  Durante questo periodo, suonò con musicisti come Red Allen e Ted Curson, il pianista Willie "The Lion" Smith e i sassofonisti Rocky Boyd e Jackie McLean.
Nel 1959 suonò per la prima volta con il pianista Cecil Taylor e, secondo Murray, "[per] sei anni tutte le altre cose furono cancellate dalla mia mente..." "Con Cecil, dovevo creare un progetto completamente nuovo di indicazioni per la batteria". Murray ha dichiarato: "Abbiamo suonato per circa un anno, solo esercitandoci, studiando, siamo andati ai seminari con Varèse, abbiamo fatto molte cose creative, solo sperimentando, senza lavoro". Nel 1961 Murray fece una registrazione con il gruppo di Taylor che fu pubblicata sotto gli auspici di Gil Evans come una parte di Into the Hot.
Nel 1962 Murray andò in Europa per la prima volta con Taylor e il sassofonista Jimmy Lyons: il bassista Henry Grimes avrebbe dovuto unirsi a loro, ma si ammalò all'ultimo momento. Durante quel periodo, il gruppo fece una svolta stilistica; Murray ha dichiarato: "Eravamo in Svezia e avevamo finalmente deciso di essere liberi... Dal modo in cui suonavamo io e Cecil e Jimmy, potevamo assorbire qualsiasi cosa diversa in quel periodo, perché eravamo così freschi!" Mentre era in Danimarca nello stesso anno, il trio registrò gli importanti concerti pubblicati come Nefertiti the Beautiful One Has Come.
Nello stesso anno, mentre era in Svezia con Taylor, Murray incontrò il sassofonista Albert Ayler: secondo Murray, dopo aver sentito l'esibizione del gruppo di Taylor, Ayler si avvicinò loro e disse "Vi stavo aspettando, amici. Siete proprio i ragazzi che stavo aspettando". Ha anche ricordato che Taylor "saltò a metà dalla sua sedia" la prima volta che Ayler suonò con il gruppo. Con Ayler, il gruppo registrò insieme per la televisione danese come Cecil Taylor Unit, il brano "Four", presente sul cofanetto di Ayler Holy Ghost, fu registrato durante questo periodo e, al ritorno negli Stati Uniti, il gruppo (con Ayler) si esibì al Take Three club nel Greenwich Village e alla Philharmonic Hall, Lincoln Center a New York il 31 dicembre 1963, come Cecil Taylor Jazz Unit, con Henry Grimes al basso: il concerto comprendeva anche Art Blakey e The Jazz Messengers e il Quintetto John Coltrane con Eric Dolphy. Murray ha dichiarato che Ayler "non distingueva New York da una lattina di fagioli. Così, è venuto a casa mia, e l'ho portato a incontrare Archie (Shepp) e tutti i gatti". Murray continuò a suonare con Ayler, e si unì al trio di Ayler con il bassista Gary Peacock. Murray ha registrato un certo numero di album con Ayler, tra cui lo storico Spiritual Unity. Val Wilmer scrisse che Murray era "una di quelle figure cruciali nel jazz che appaiono proprio nel momento in cui ce n'è bisogno. Il suo approccio sfrenato alle percussioni diede ad Ayler la libertà di percorrere la sua strada che fino a quel momento gli era mancata". Murray dichiarò anche di aver suonato con John Coltrane nel 1964 e che gli fu offerto un posto nella band di Coltrane, ma rifiutò.
Murray continuò a registrare le sue composizioni con il suo nome, a partire dal 1965 con Sonny's Time Now, che fu pubblicato dall'etichetta Jihad di Leroi Jones. L'album presenta Ayler, Don Cherry, Henry Grimes e Lewis Worrell, oltre a Jones, che recita la sua poesia "Black Art": Murray ha dichiarato "È un disco strano perché Albert e Don [Cherry] suonano così [fa un suono stridulo]". Più tardi, quando si trasferì in Europa, pubblicò tre registrazioni su BYG Actuel. Inoltre, ha continuato a suonare e registrare come sideman per una varietà di musicisti. Nel 1980 si riunì con Cecil Taylor per la registrazione di It Is in the Brewing Luminous e nel 1996 registrò di nuovo con Taylor, dando vita all'album Corona, pubblicato nel 2018. Morì il 7 dicembre 2017 a causa di un'insufficienza multiorgano all'età di 81 anni.
Un documentario su Murray, intitolato Sunny's Time Now: A Portrait of Jazz Drummer Sunny Murray, è stato pubblicato in DVD nel 2008 dal regista Antoine Prum.

## Stile
Murray è stato tra i primi a rinunciare al ruolo tradizionale del batterista come segnatempo, in favore di un suono puramente strutturale. Val Wilmer ha scritto:

"L'obiettivo di Murray era quello di liberare completamente il solista dalle restrizioni del tempo, e per fare questo ha creato una continua grandinata di percussioni. Il suo concetto si basava in gran parte sul continuo lavoro delle bacchette sul bordo dei piatti, uno staccato irregolare sul rullante, una punteggiatura spasmodica della grancassa e un uso costante, ma non metronomico, del piatto (hi-hat). Suonava con la bocca aperta, emettendo un lamento incessante che si fondeva con lo sfondo generale delle percussioni di impulsi mutevoli... [Il suo ]suono spesso sembra avere poca relazione con ciò che il solista sta facendo. Quello che fece, però, fu di posare un arazzo scintillante dietro il solista, permettendogli di muoversi dove voleva".

Riguardo al ruolo di Murray con Albert Ayler, John Litweiler scrisse: "Sunny Murray e Albert Ayler non si sono limitati a sfondare le stanghette, ma le hanno abolite del tutto". Amiri Baraka ha descritto il modo di suonare di Murray come segue:

Guardare Sonny suonare, come piomba e fluttua, si libra, si lancia, sopra e dentro la batteria, è immediato... la sua corporeità, la sua fisicità nella musica. Non solo come un suonatore di tamburi ma come un conduttore di energie, dirigendole in una direzione o nell'altra. Qualche volta bastava raschiare un piatto, schiacciandolo la volta successiva. Entrambi i piedi verso l'esterno con la grancassa. I suoi rulli e le sue bombe sono il risultato di una sensazione dello spirito estratto dal corpo. Vuole "suoni naturali", ritmi naturali. Il tamburo come un reattore e un collettore di energie che scorrono e sgorgano dal suo corpo. Il ritmo come avvenimento. Come un'enfasi naturale... Lo senti gemere dietro il suo strumento, con l'altro suo bellissimo strumento. La sua voce. Il suono del sentimento. Il gemito, il suono di uno spasmo corporeo irregolare, come una specie di pesante strumento a corde, che trasforma tutti gli altri suoni in preghiere.

Author Norman C. Weinstein scrisse:

[Murray] ripensa radicalmente il ruolo della batteria, vede la batteria come una scultura cinetica... I tamburi sono una scultura attorno alla quale danza, conferendo alla batteria una numinosità simile ai tamburi africani utilizzati per scopi rituali. Danzando attorno ai tamburi, e non semplicemente sedendosi vigile davanti a loro, massimizza la forza del suo contatto con tutte le superfici, non solo con la pelle ma anche con metallo e legno. La pura fisicità del suo approccio assicura uno spettro di timbri più ampio rispetto a quelli solitamente raggiunti dai musicisti che utilizzano una postura convenzionale. La danza di Murray in rapido movimento... crea l'illusione di diversi batteristi che si esibiscono simultaneamente, un effetto stroboscopico simile a come Duchamp faceva in modo che il suo nudo facesse scattare la luce fantastica lungo una scala... La ricchezza dei colpi di piatti e della voce di Murray è meravigliosamente rafforzata dai suoi attacchi di batteria, in particolare dai suoi tatuaggi sonori sulla grancassa. Ha un dono astuto nel riprodurre contrasti tonali estremi, piatti acuti che risuonano in contrappunto ai toni della grancassa che geme... Lui... crea un senso del tempo che potrebbe essere apprezzato da un africano con una mentalità tradizionale, non il tempo misurato da Timex, non plasmato dalle insistenza metronomiche di un piatto, ma tempo come lo intendeva il poeta Blake, ritrovato nella pulsazione di un'arteria.

Murray ha riconosciuto l'influenza di Hermann Helmholtz nello sviluppo del suo approccio unico alla batteria, affermando che "Helmholtz mi ha dato la tecnica di cui avevo bisogno". Riferendosi al rapido svolazzare della grancassa di Murray e alle ondate di rumore dei piatti, il bassista Alan Silva ha dichiarato: "...era la fine dello swing come lo conosciamo. È diventato così veloce da diventare lento. Sunny Murray è il primo batterista che abbia mai suonato la teoria della relatività". Murray ha descritto i suoi obiettivi musicali come segue: "Lavoro per suoni naturali piuttosto che cercare di suonare come la batteria. A volte cerco di suonare come i motori delle automobili o o il continuo crepitio dei vetri... non solo il suono dei tamburi ma il suono dello schianto delle auto e dello sconvolgimento di un vulcano e del tuono del cielo". Ad un certo punto ha tentato di progettare un diverso tipo di batteria che fosse "più in contatto con la voce umana in termini di canticchiare, urlare, ridere e piangere".

## Discografia

### Come leader
- Sonny's Time Now (Jihad, 1965)
- Sunny Murray (ESP Disk, 1966)
- Sunshine (BYG, 1969)
- Big Chief (Pathe, 1969)
- Homage to Africa (BYG, 1970)
- An Even Break (Never Give a Sucker) (BYG, 1970)
- Charred Earth (Kharma, 1977)
- Apple Cores (Philly Jazz, 1978)
- Live at Moers Festival (Moers Music, 1979)
- Aigu-Grave (Marge, 1980)
- 13# Steps On Glass (Enja, 1995)
- Illumination (InRespect, 1995)
- Illuminators (Audible Hiss, 1996)
- Homework (Super Secret Sound, 1997)
- We Are Not at the Opera (Eremite, 1998)
- Home Cooking in the UK (Foghorn, 2004)
- Perles Noires (Eremite, 2005)
- The Gearbox Explodes! (Foghorn, 2008)
- Sonic Liberation Front Meets Sunny Murray (High Two, 2010)
- I Stepped Onto a Bee (Foghorn, 2011)
- Boom Boom Cat (Foghorn, 2011)

### Come sideman
Con Albert Ayler
- Spirits (Debut, 1964)
- Ghosts (Debut, 1965)
- Spirits Rejoice (ESP Disk, 1965)
- Spiritual Unity (ESP Disk, 1965)
- Bells (ESP Disk, 1965)
- The New Wave in Jazz (Impulse!, 1965)
- New York Eye and Ear Control (ESP Disk, 1966)
- Swing Low Sweet Spiritual (Osmosis, 1971)
- Prophecy (ESP Disk, 1975)
- The Hilversum Session (Osmosis, 1980)
- Albert Ayler (Philology, 1990)
- Albert Smiles with Sunny (InRespect, 1996)
- Bells Prophecy (ESP Disk, 1997)
- Live in Greenwich Village (Impulse!, 1998)
- The Copenhagen Tapes (Ayler 2002)
- Holy Ghost: Rare & Unissued Recordings (1962–70) (Revenant, 2004)
- The Impulse Story (Impulse!, 2006)
- Copenhagen Live 1964 (hatOLOGY, 2017)

Con Louie Belogenis
- Tiresias (Porter, 2011)

Con Dave Burrell
- Echo (BYG, 1969)
- High (Douglas, 1969)
- High Won-High Two (Arista/Freedom, 1976)

Con Arthur Doyle
- Dawn of a New Vibration (Fractal, 2000)
- Live at Glenn Miller Café (Ayler, 2001)
- Live at the Tunnel (Sinner Lady Gloria, 2017)

Con Khan Jamal
- Infinity (Jambrio 1984)
- Speak Easy (Gazell, 1989)

Con Keshavan Maslak
- Mayhem in Our Streets (Waterland 1980)
- Loved by Millions (Leo 1981)

Con David Murray
- Recording N.Y.C. 1986 (DIW, 1986)
- A Sanctuary Within (Black Saint, 1992)

Con Archie Shepp
- Black Gipsy (America, 1970)
- Live at the Pan-African Festival  (BYG, 1971)
- Pitchin Can (America, 1970)
- Yasmina, a Black Woman (BYG, 1969)

Con Alexander von Schlippenbach
- Smoke (FMP, 1990)
- Light Blue (Enja, 1997)

Con Cecil Taylor
- Live at the Cafe Montmartre (Debut, 1963)
- Nefertiti, the Beautiful One Has Come (Debut, 1965)
- Innovations (Freedom, 1972)
- Into the Hot (Impulse!,1962)
- The New Breed (ABC Impulse!, 1978) (reissue of tracks from Into the Hot)
- It Is in the Brewing Luminous (Hat Hut, 1981)
- Air (Candid, 1990)
- Corona (FMP, 2018)

Con altri
- Billy Bang, Outline No. 12 (Celluloid, 1982 [1983])
- Borah Bergman, Monks (Somerealmusic, 2019)
- John Blum, In the Shade of Sun (Ecstatic Peace!, 2009)
- Jacques Coursil, Trails of Tears (Sunnyside, 2010)
- Bill Dixon, Bill Dixon 7-tette/Archie Shepp and the New York Contemporary 5 (Savoy, 1964])
- David Eyges, Crossroads (Music Unlimited 1982)
- Charles Gayle, Kingdom Come (Knitting Factory, 1994)
- Burton Greene, Firmanence (Fore, 1980)
- Gunter Hampel, Journey to the Song (Within Birth 1974)
- Jimmy Lyons, Jump Up / What to Do About (Hat Hut, 1981)
- Itaru Oki, Paris Ohrai (Ohrai 2001)
- Odean Pope, Plant Life (Porter, 2008)
- Aki Takase, Clapping Music (Enja, 1995)
- Telectu, Quartetos (Clean Feed, 2002)
- Clifford Thornton, Ketchaoua (BYG, 1969)
- Assif Tsahar, Ma (Hopscotch, 2003)
- Francois Tusques, Intercommunal Music (Shandar, 1971)
- Mark O'Leary, Ode to Albert Ayler (Ayler Records, 2009)